# Cratere Huhuk
Huhuk è un cratere sulla superficie di Bennu.